# Peter Linde

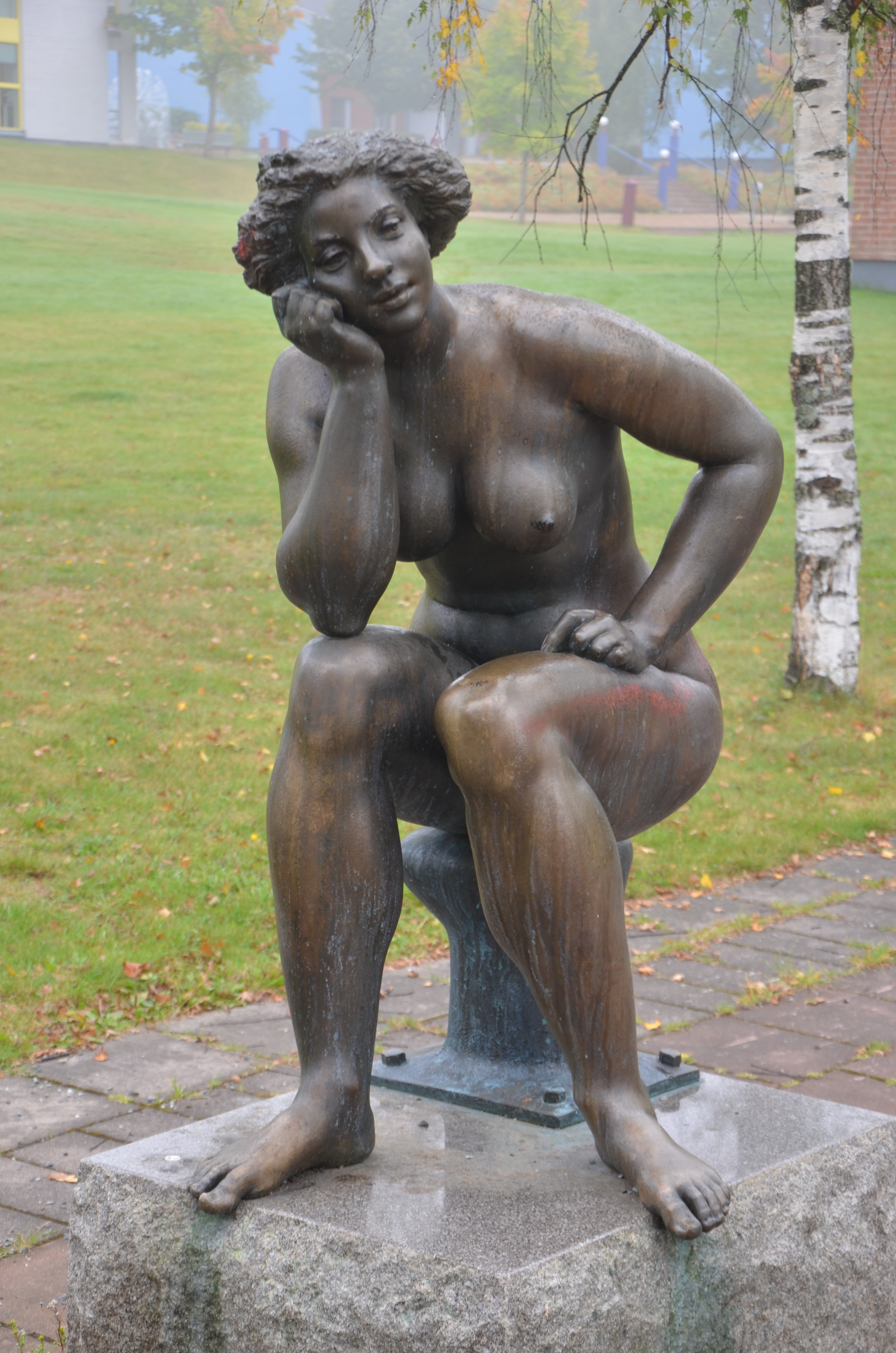
Meditation i bostadsområdet Polstjärnan i Hällefors.

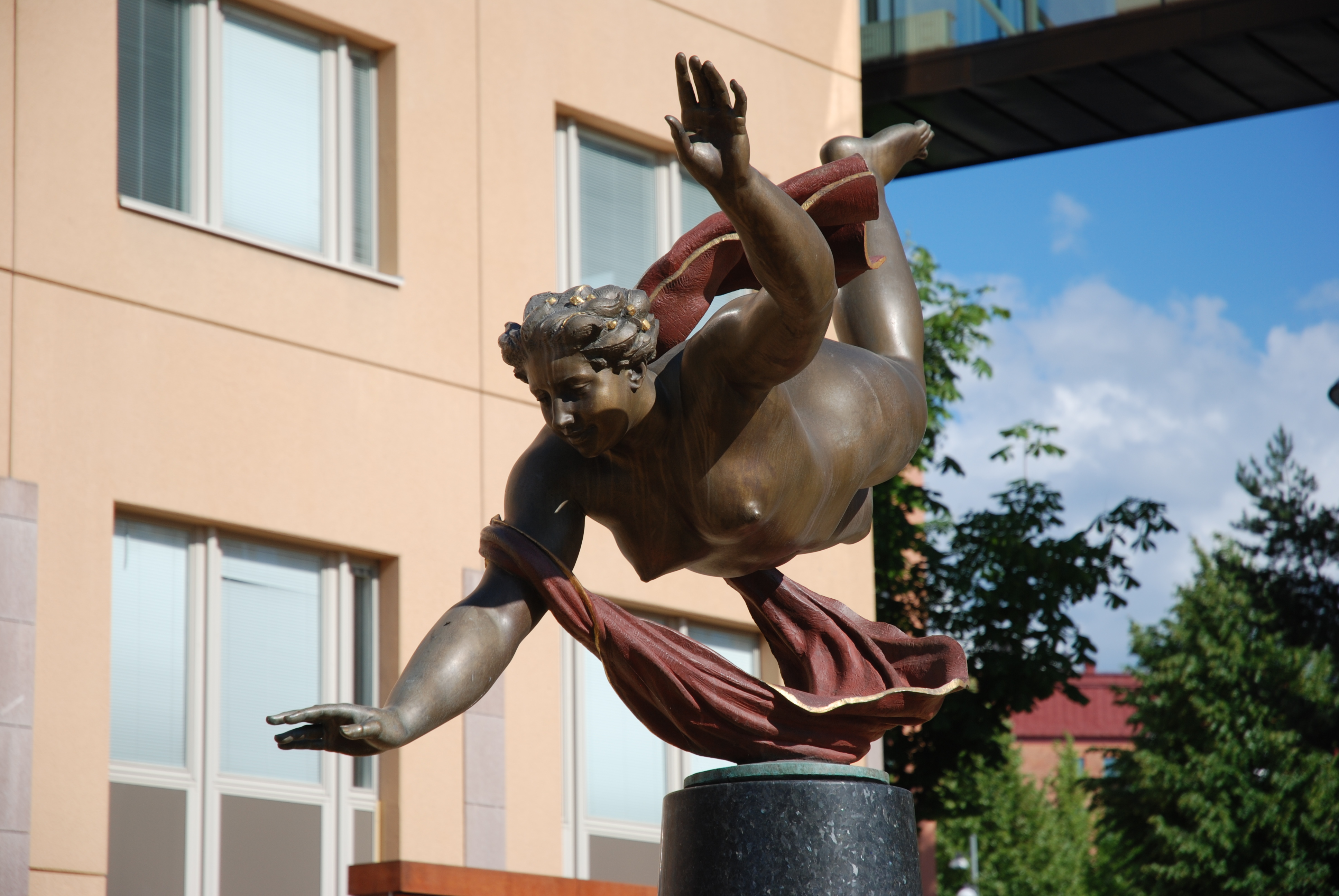
Ängel över Nacka sten i Nacka strand.

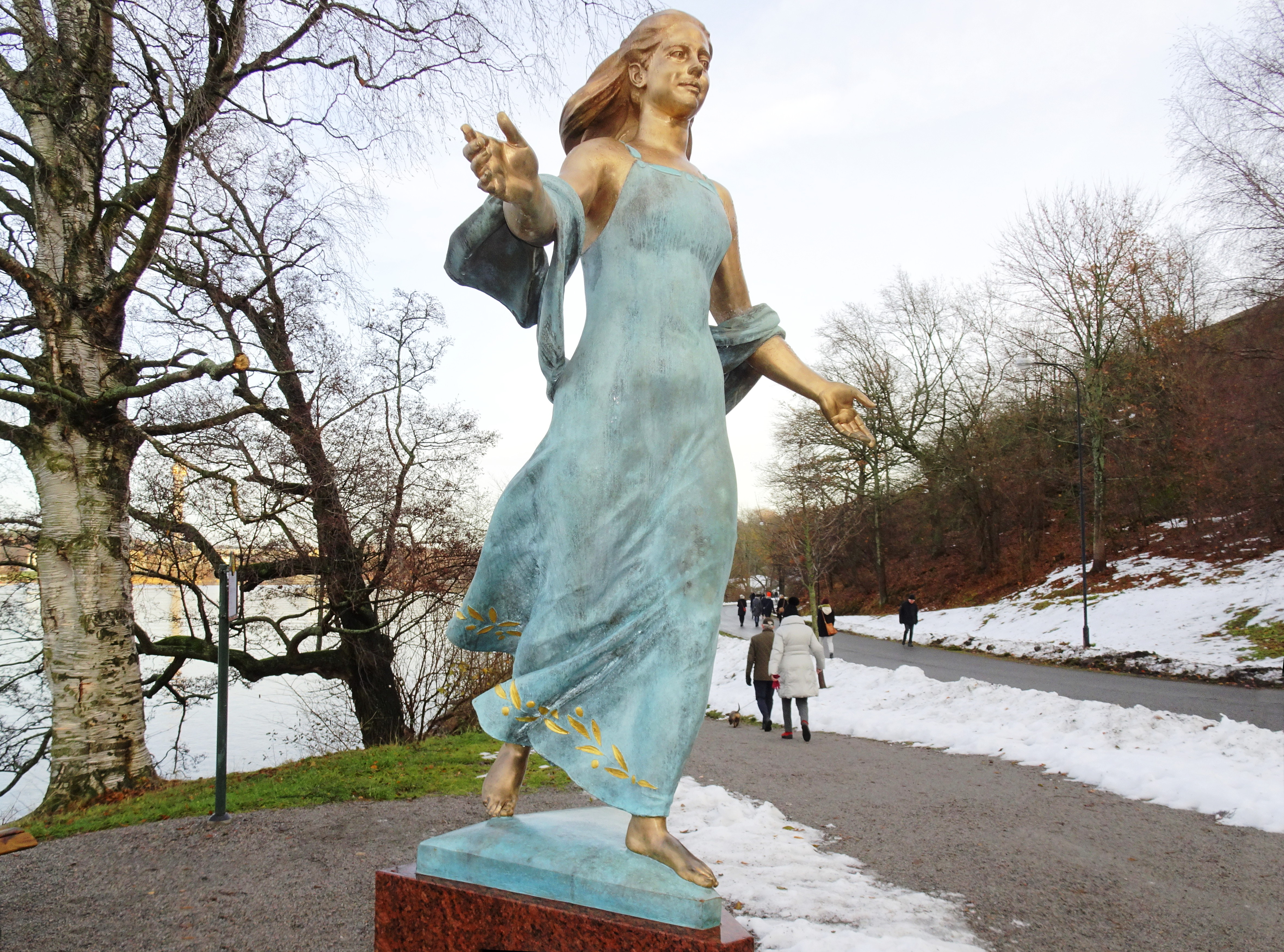
Kvinnan i fredsarbetet på Södra Djurgården, rest 2016.

Peter Linde, född 9 februari 1946 i Karlshamn, är en svensk skulptör. 
Linde utbildade sig vid Kungliga Konsthögskolan i Stockholm 1970–1975 och har under sin karriär ofta arbetat med porträtt.
År 2009 vann Linde en tävling om en skulptur av Ingemar Johansson, som var klar 2011 och placerades utanför Ullevi i Göteborg.
Linde är ledamot av Konstakademien.
I juni 2013 avtäcktes årets hedersporträtt på Gripsholms slott i Mariefred – en bronsskulptur av Linde föreställande diplomaten Hans Blix.

## Offentliga verk i urval
I kronologisk ordning.
- Sia, brons, 1981, Minneslunden på norra kyrkogården i Trelleborg
- Freja, brons, 1983, torget i Anderslöv
- (sittande) Karin Boye, brons, 1986, utanför Sjödalsgymnasiet i Huddinge centrum
- (stående)  Karin Boye, brons, 1987, vid Göteborgs stadsbibliotek
- Lärjunge eller Korssittande flicka, brons, 1989, Sergels torg i Stockholm
- Mor och barn, 1989, Trängen i Skövde
- Colombine, Harlekin, Artisten och Pierrot, brons, 1992, Rålambsvägen 10 och 14 i Stockholm
- Komedianterna, brons, 1992, Bofills båge på Södermalm i Stockholm
- Meditation,  brons, 1993, Östersund och bostadsområdet Polstjärnan i Hällefors
- Moa Martinson, 1994, Norrköping
- En tanke, brons, 1994, Nacka strand i Nacka
- Ängel över Nacka sten, brons, 1995, utanför Nacka tingshus
- Mimi, brons, 1995/1996, Östersund och Kyrkbyn, Göteborg
- Torso, brons, 1998, Rissne i Sundbyberg
- Sankt Sigfrid och hans tre systersöner, brons, 1999, utanför Växjö domkyrka
- Riddare, brons, 2000, vid Garnisonen i Stockholm
- Henric Schartau, brons, 2003, utanför Lunds domkyrka
- Amoroso, brons, 2003, Ramme Gaard vid Hvitsten i Norge
- Pilt-Carin, brons, 2005, framför Järla gård i Järla sjö i Nacka
- Ängeln över vattnet, brons, 2005, Ramme Gaaard vid Hvitsten i Norge
- Häst, brons, 2006, Ramme Gaard vid Hvitsten i Norge
- Nils Liedholm, byst i brons, 2009, Valdemarsvik
- Pomona, brons, 2009, Bostadsrättsföreningen HSB Sjöresan i Hammarby sjöstad i Stockholm
- Alice Babs, byst i brons, 2010, på Restaurangholmen i Saltsjöbaden
- Hjalmar Söderberg, brons, 2010, utanför Kungliga Biblioteket i Humlegården i Stockholm
- Gustaf Filip Creutz, minnespenning på uppdrag av Svenska Akademien, 2010
- Ingo - the Champ, Ingemar Johansson, brons, 2011, utanför Ullevi i Göteborg[4]
- Teatervagnen, brons, 2015, Filmstaden, Råsunda i Solna
- Kvinnan i fredsarbetet, 2016, Kärleksudden, Södra Djurgården
- Riddare, brons, utanför Stockholms tingsrätt, Fleminggatan 14 i Stockholm
- Zlatan-statyn, brons, utanför Malmö Stadion, 2019 (numera i magasin)

- Linde  är representerad vid bland annat Nationalmuseum[5] i Stockholm

## Bildgalleri, offentliga verk i urval

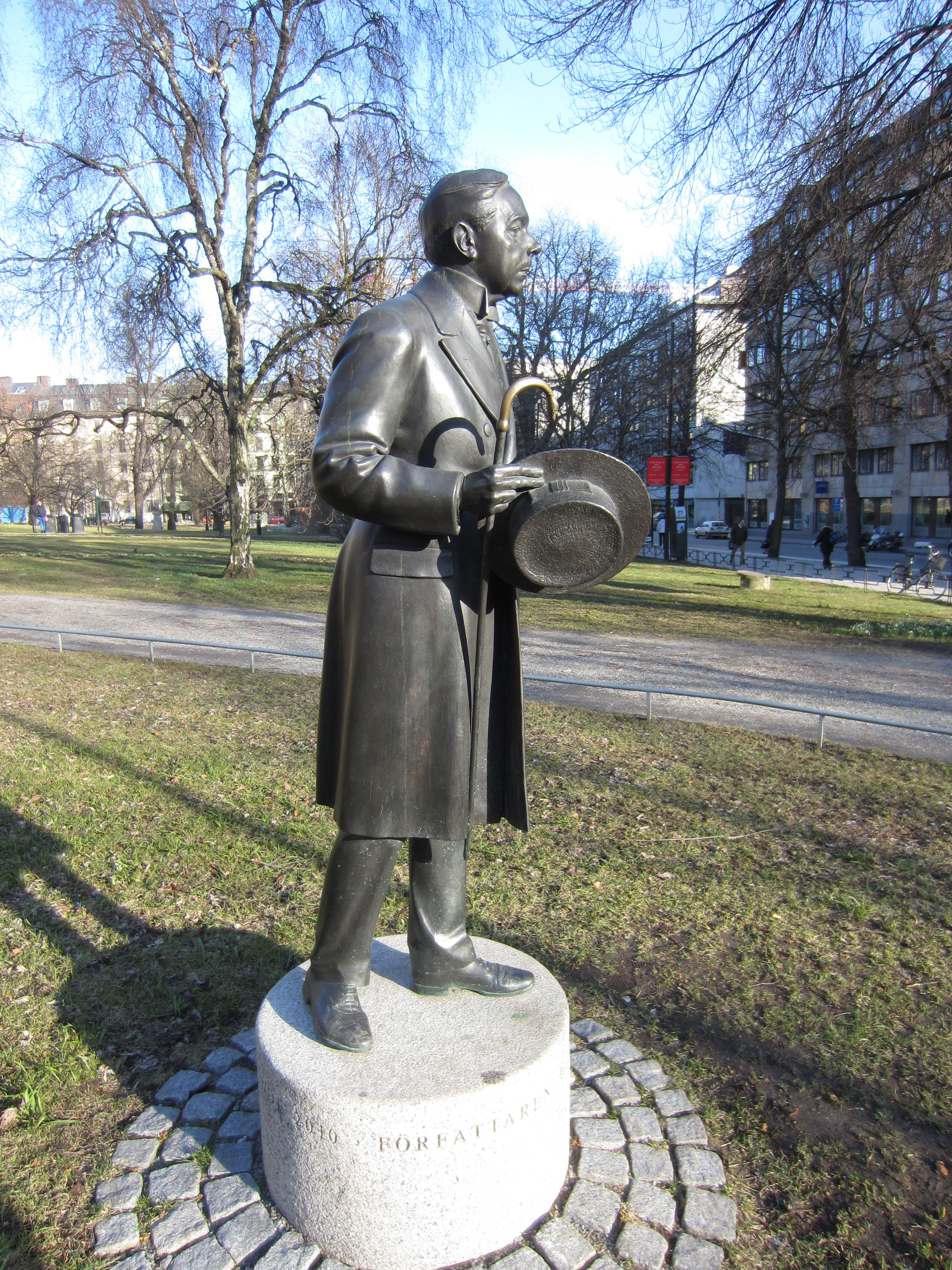
Staty över Hjalmar Söderberg vid Kungliga biblioteket i Stockholm.
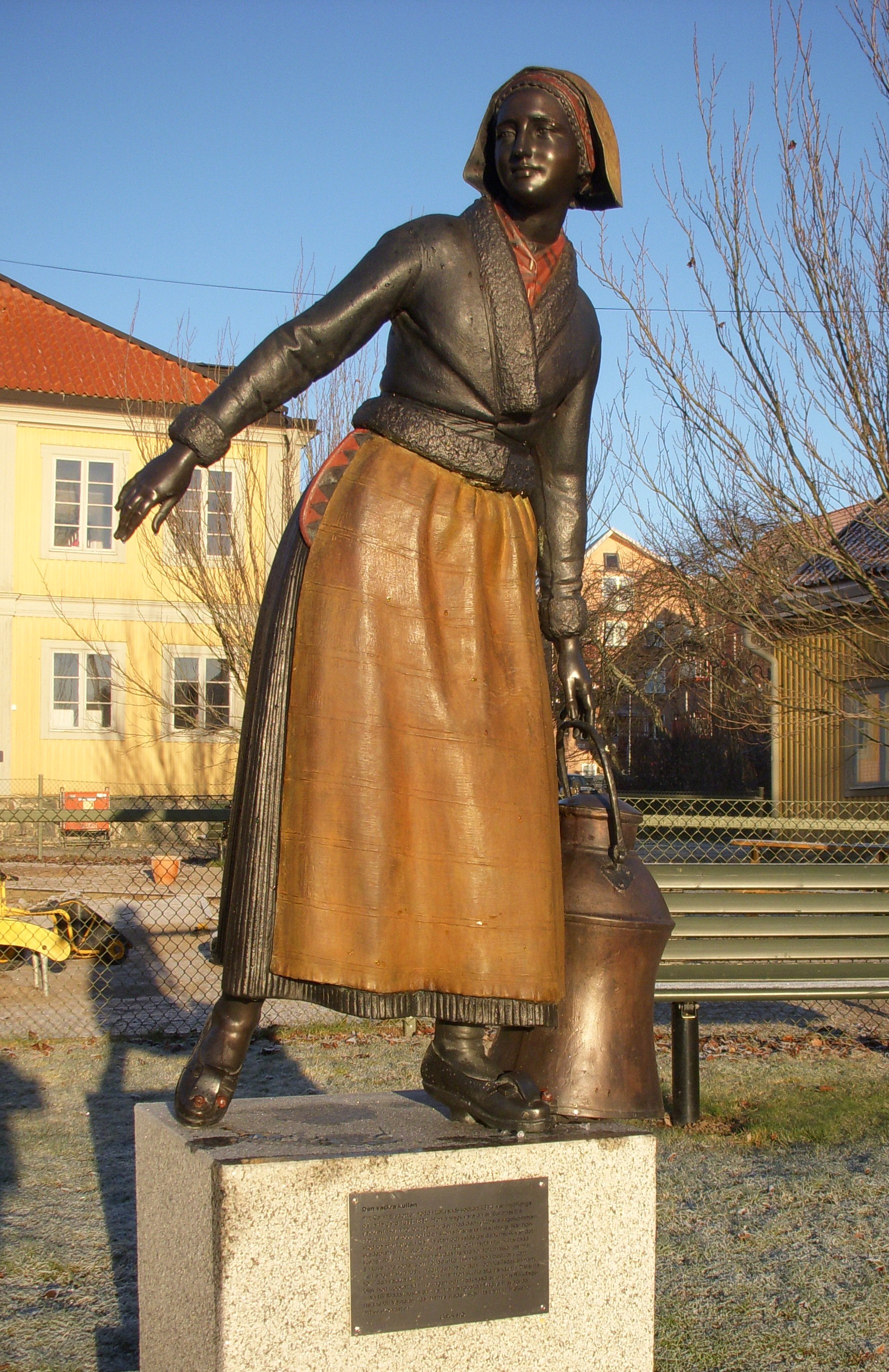
Staty över dalkullan Pilt-Carin i Järla sjö.
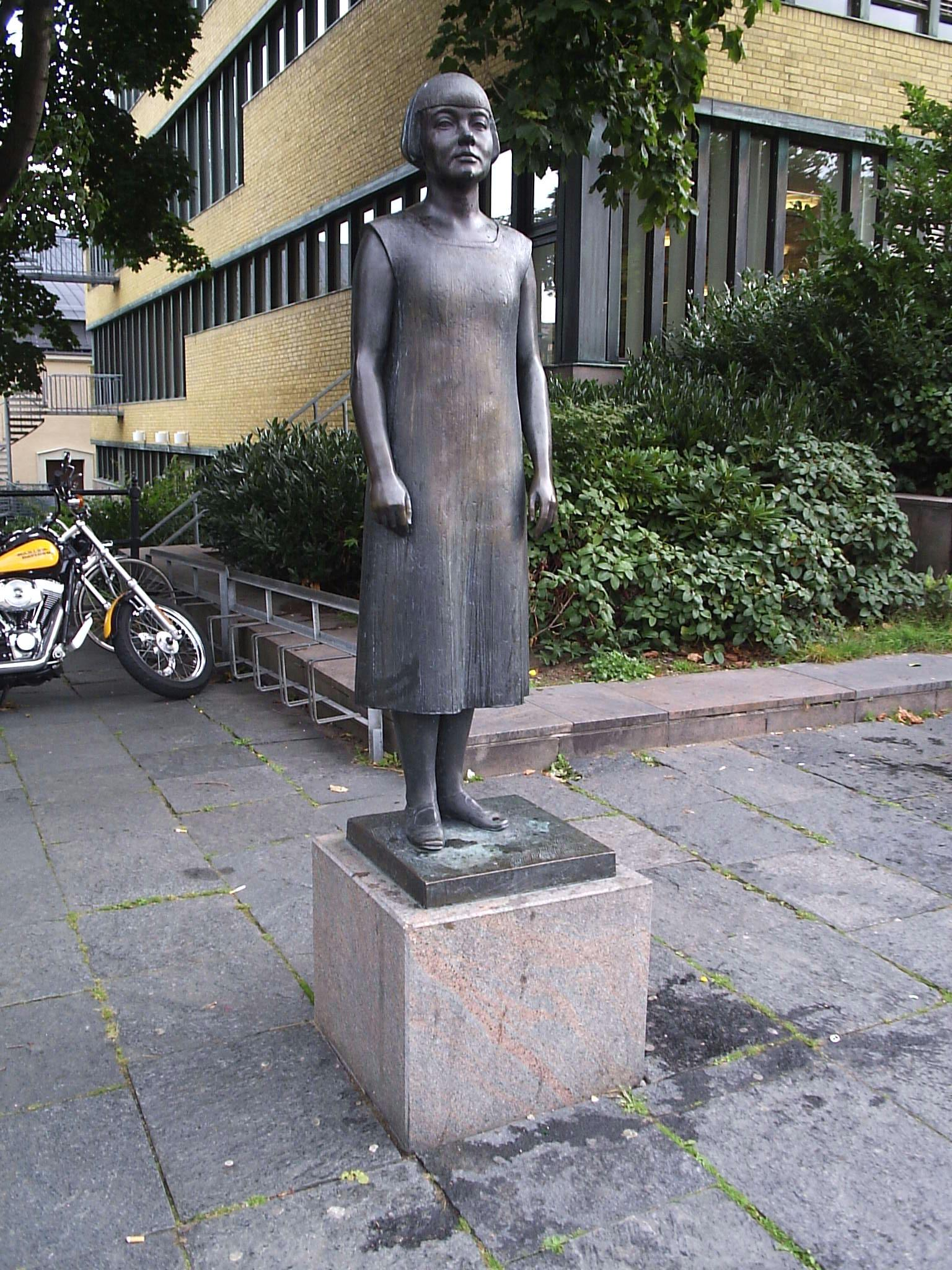
Staty över Karin Boye utanför Göteborgs stadsbibliotek.
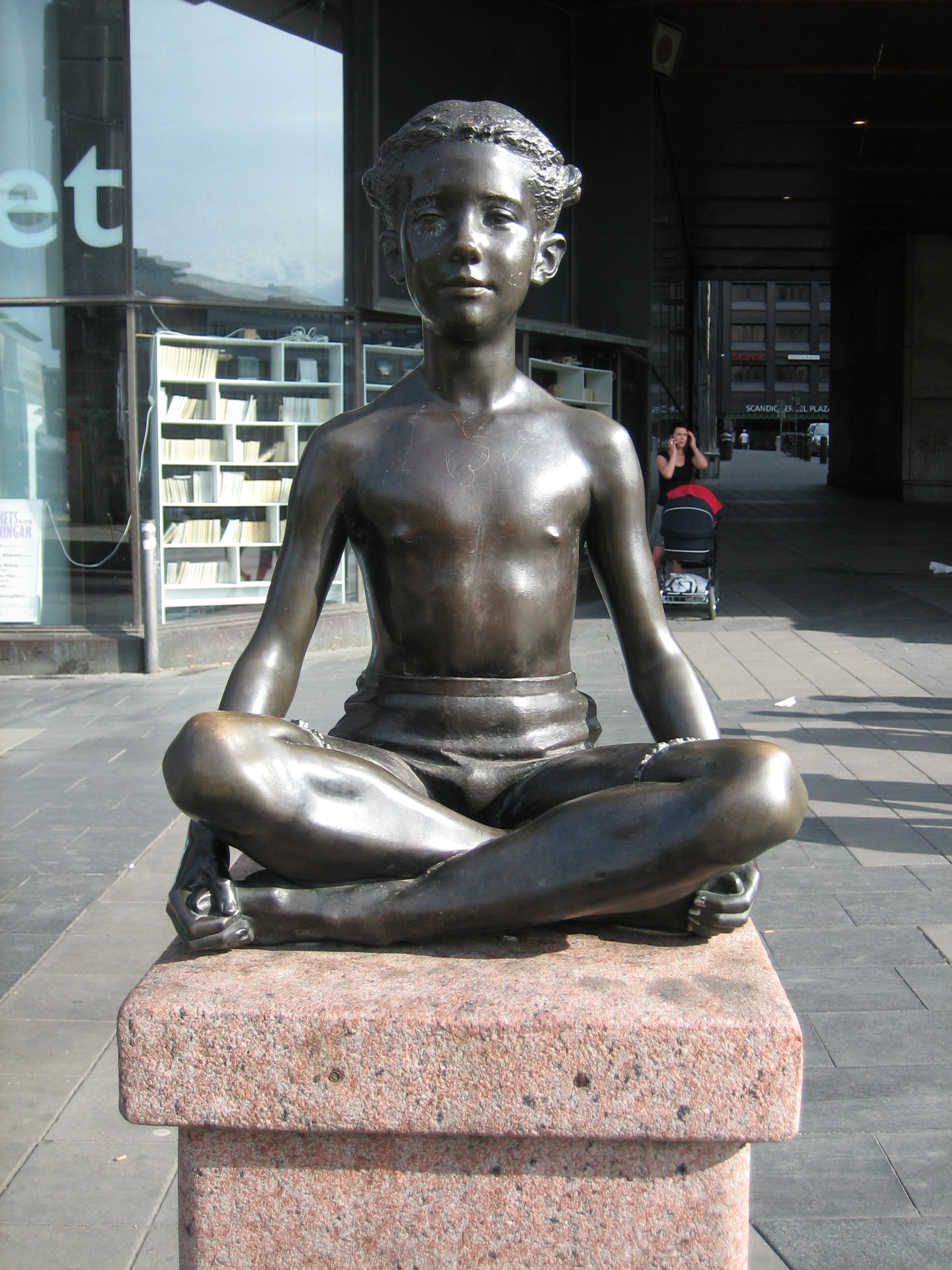
Korssittande flicka på Sergels torg i Stockholm vid den plats där Kungliga Gymnastiska Centralinstitutet var placerat åren 1813–1944.
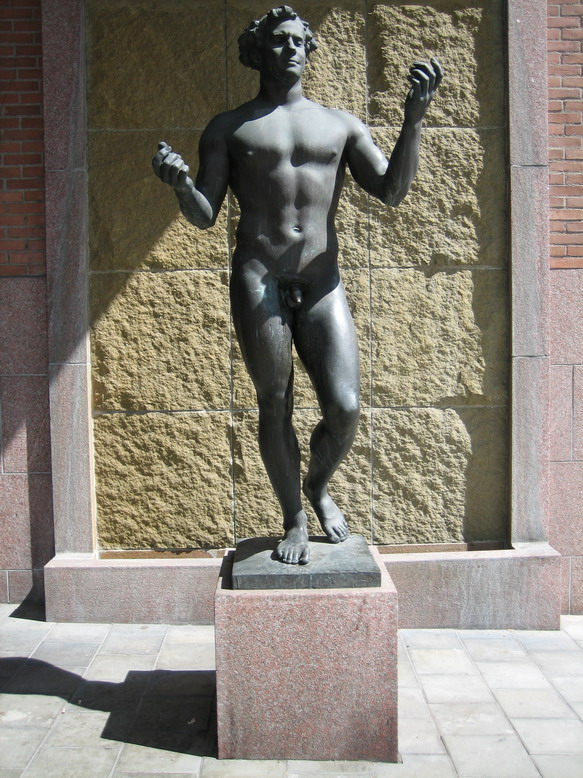
Riddare på Fleminggatan 14 i Stockholm.
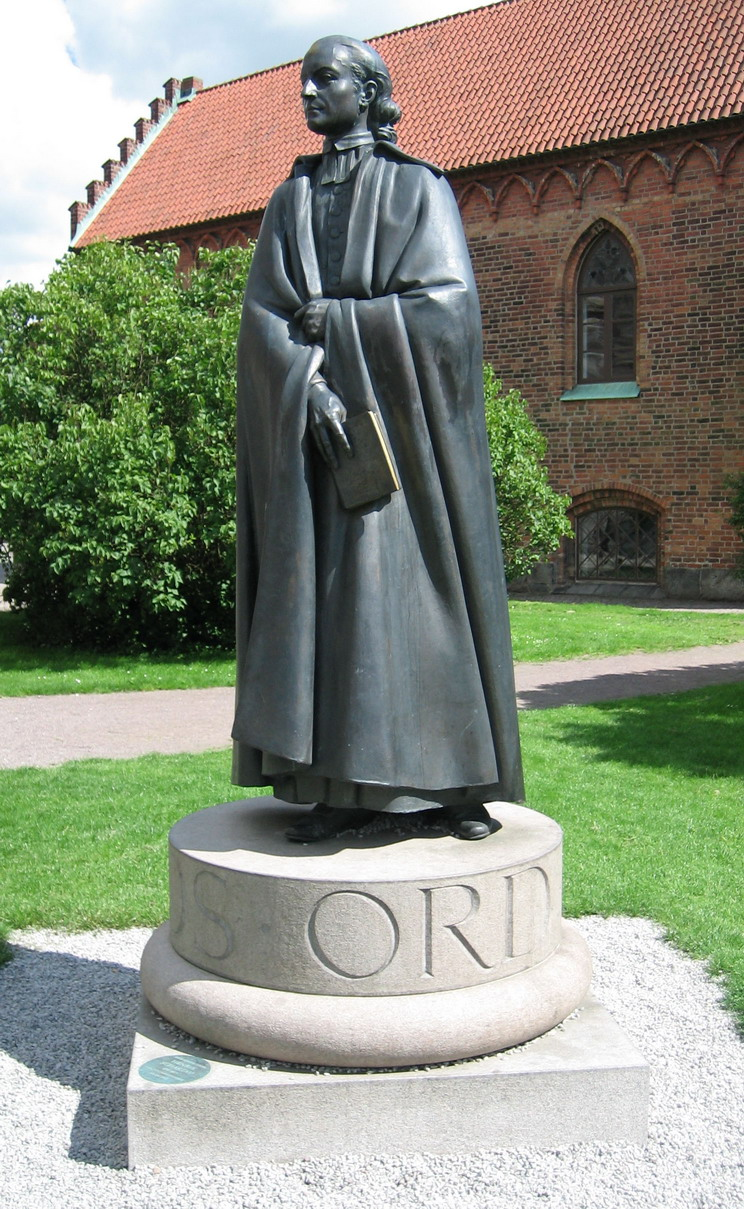
Staty över Henric Schartau utanför Lunds domkyrka.
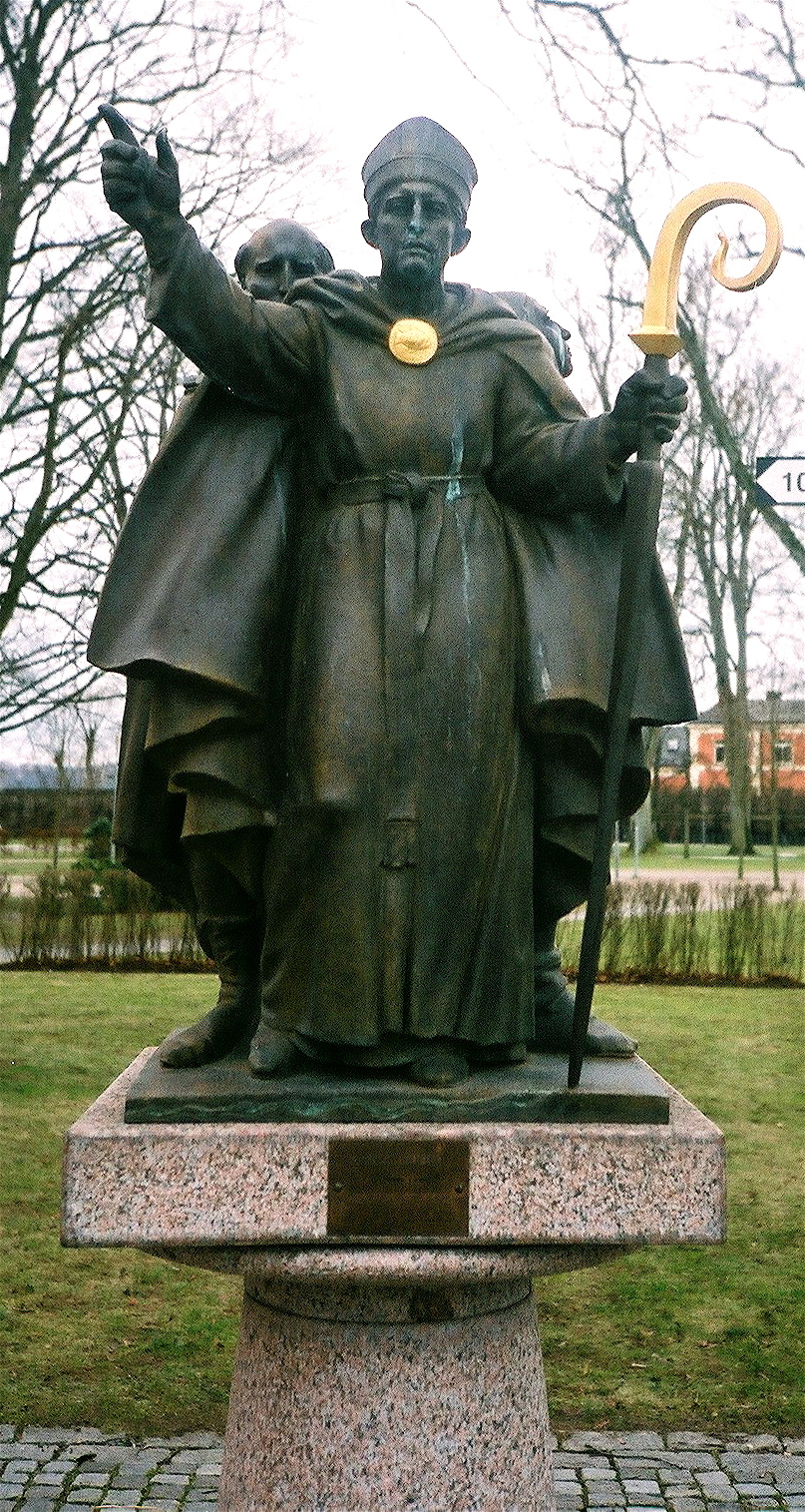
Staty över Sankt Sigfrid utanför Växjö domkyrka.
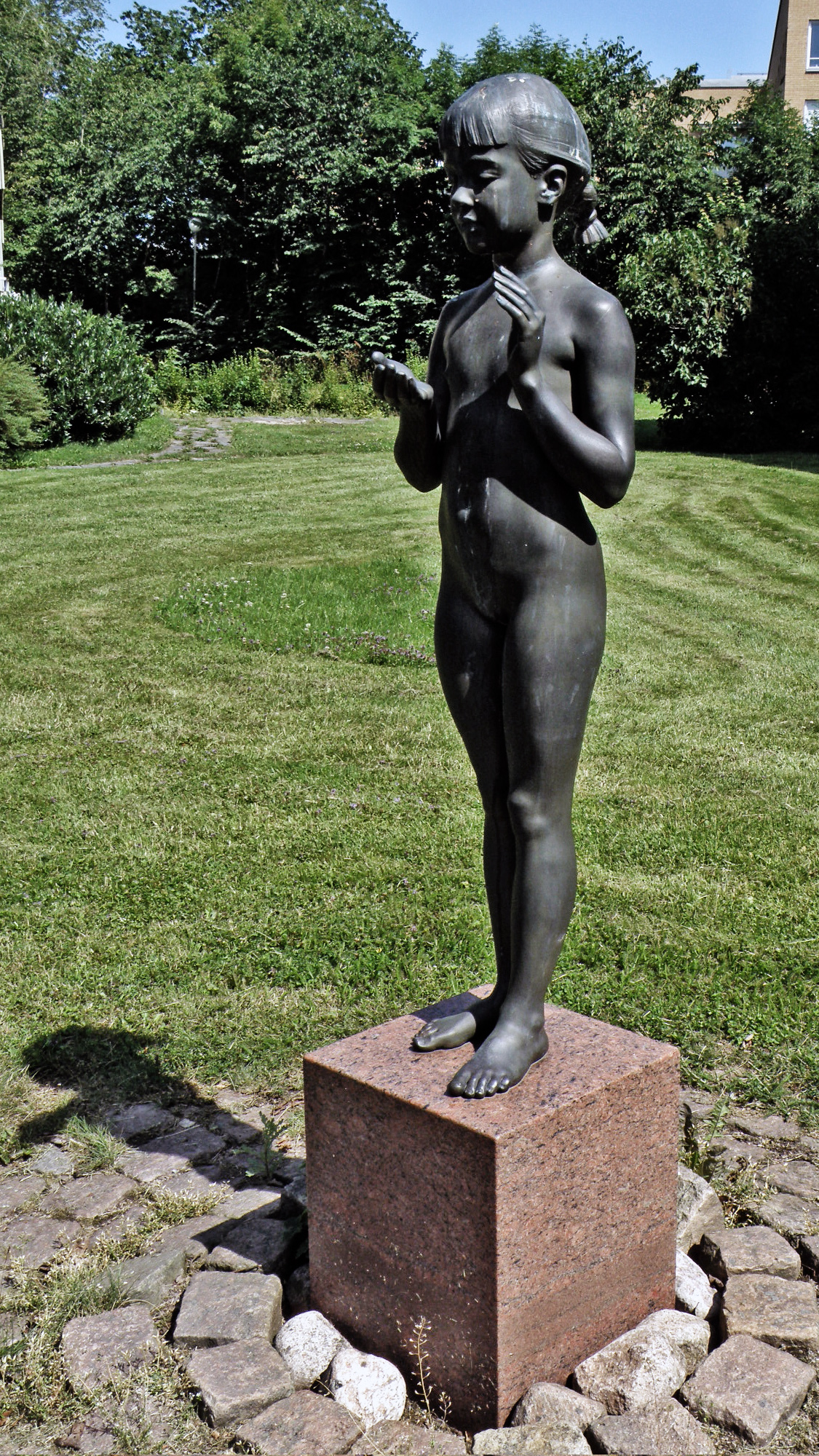
Mimi i Kyrkbyn, Göteborg.
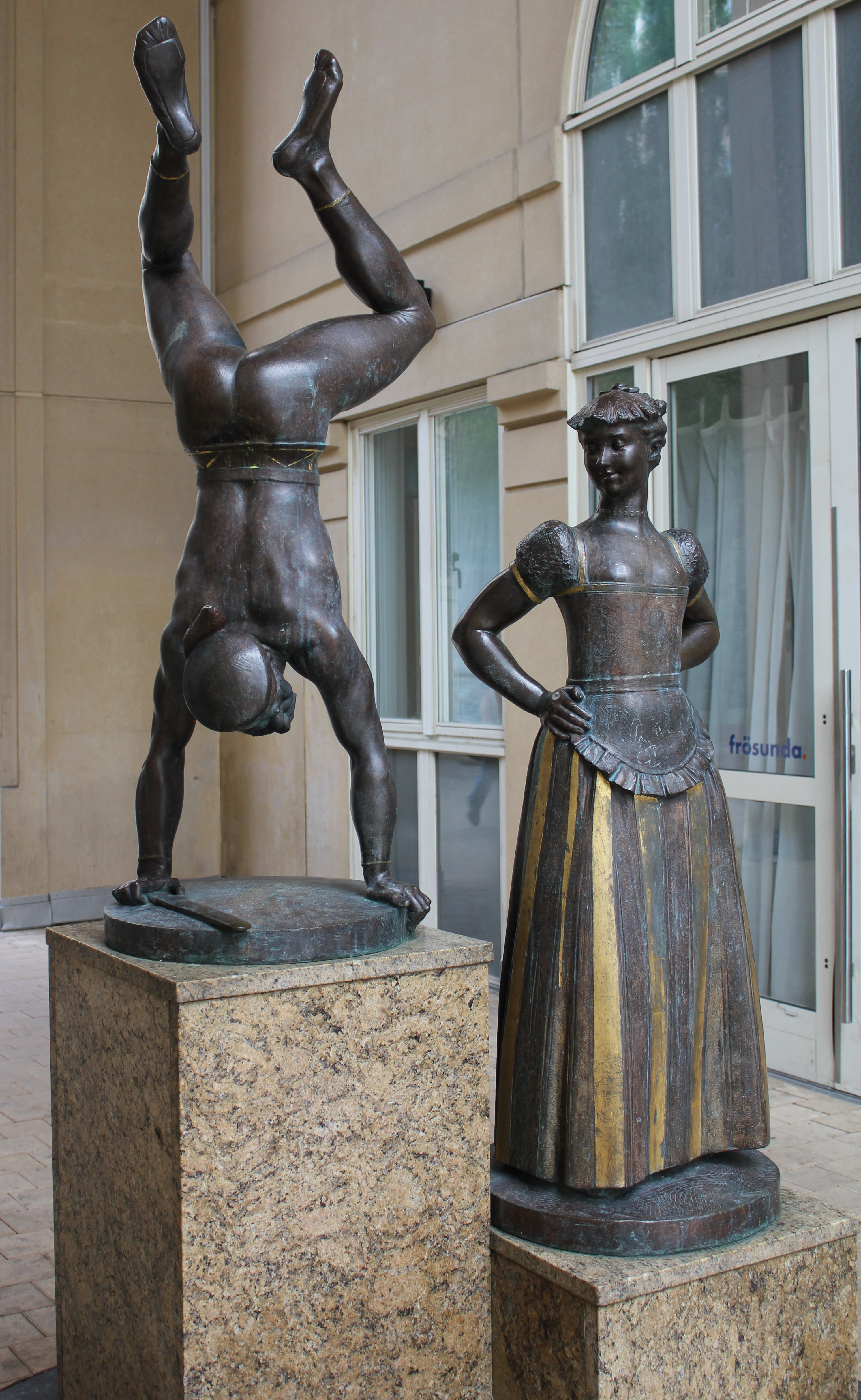
Commedianterna i Bofills båge i Stockholm.
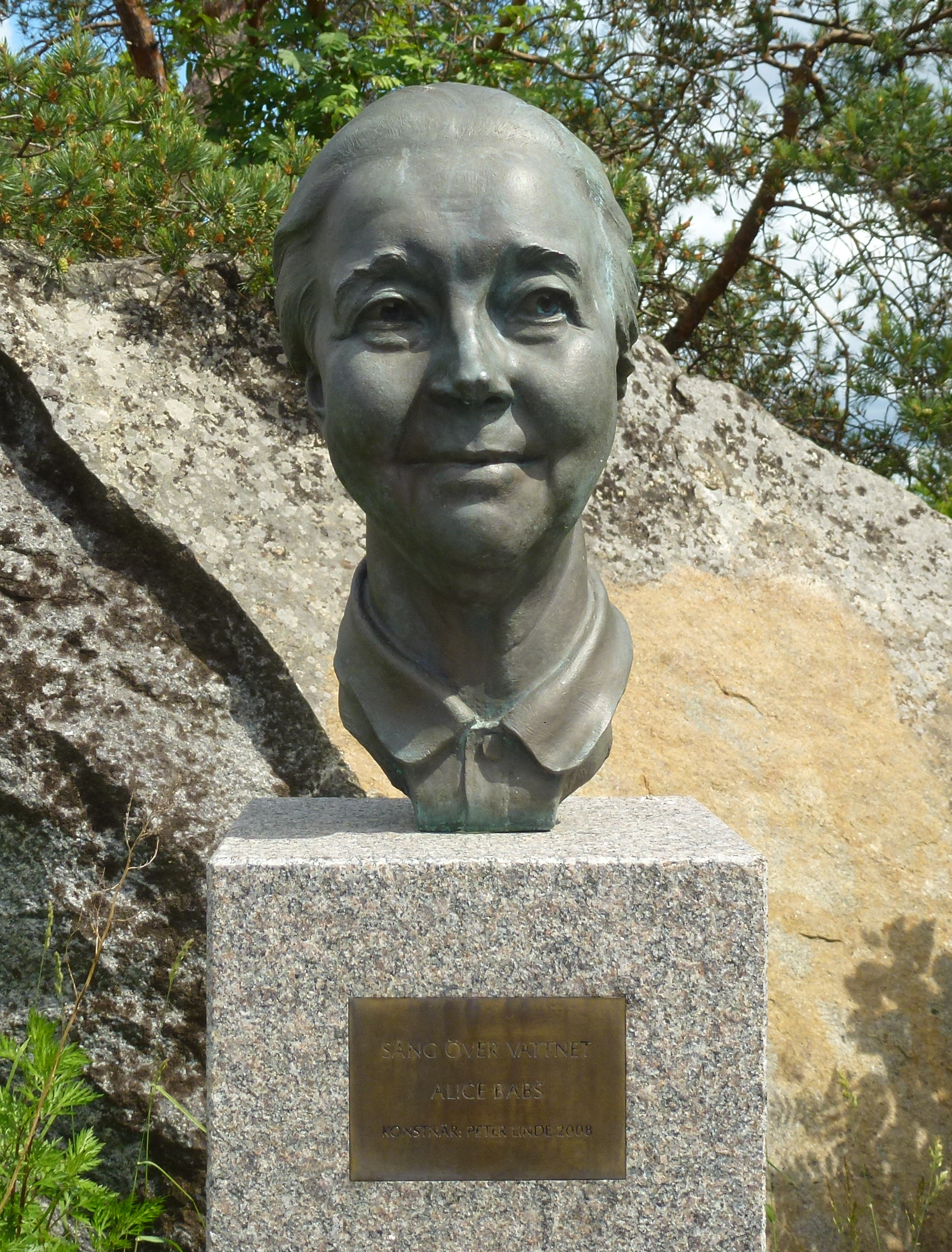
Byst av Alice Babs på Restaurangholmen i Saltsjöbaden.
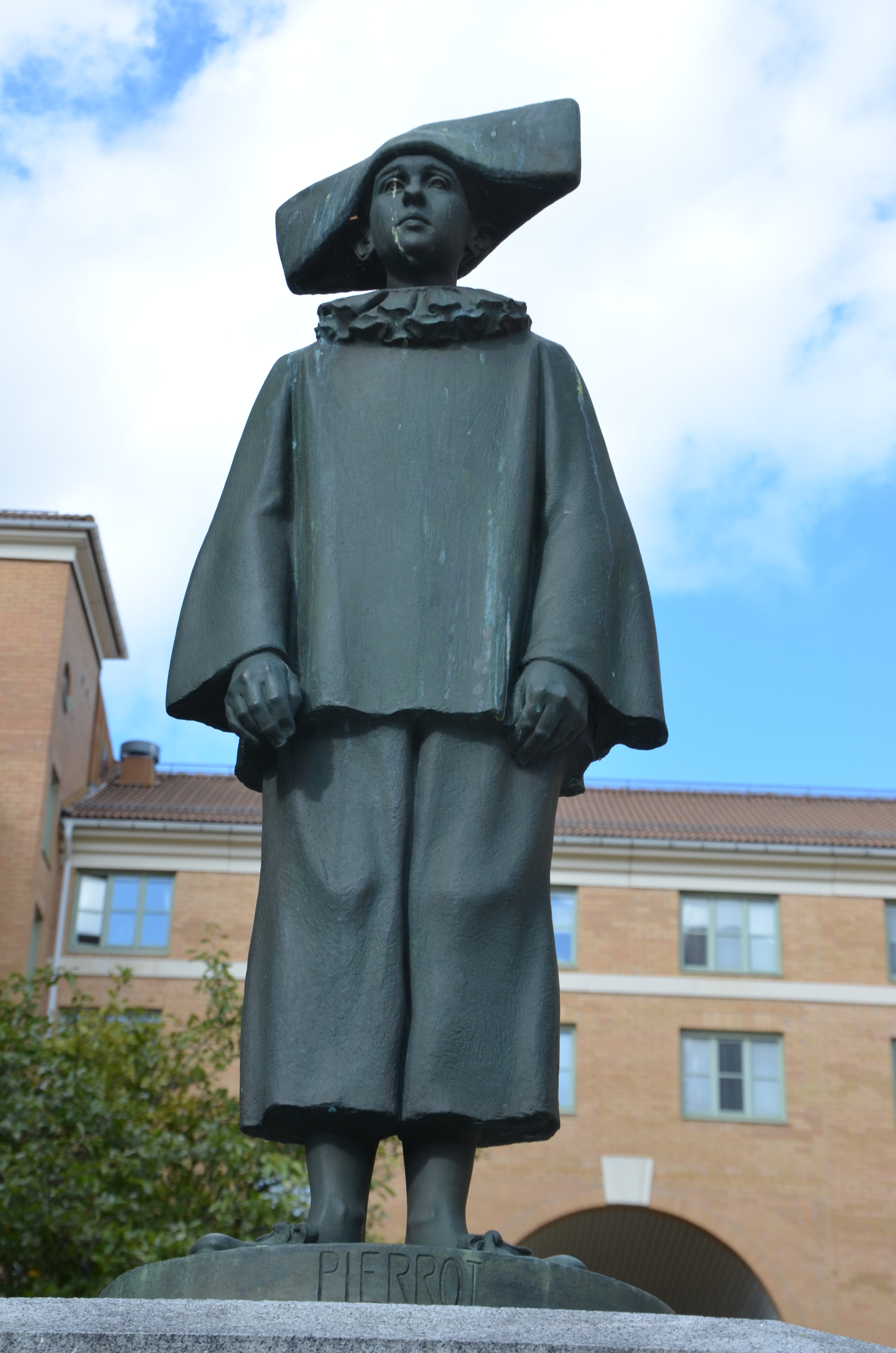
Pierrot på Kungsholmen i Stockholm.
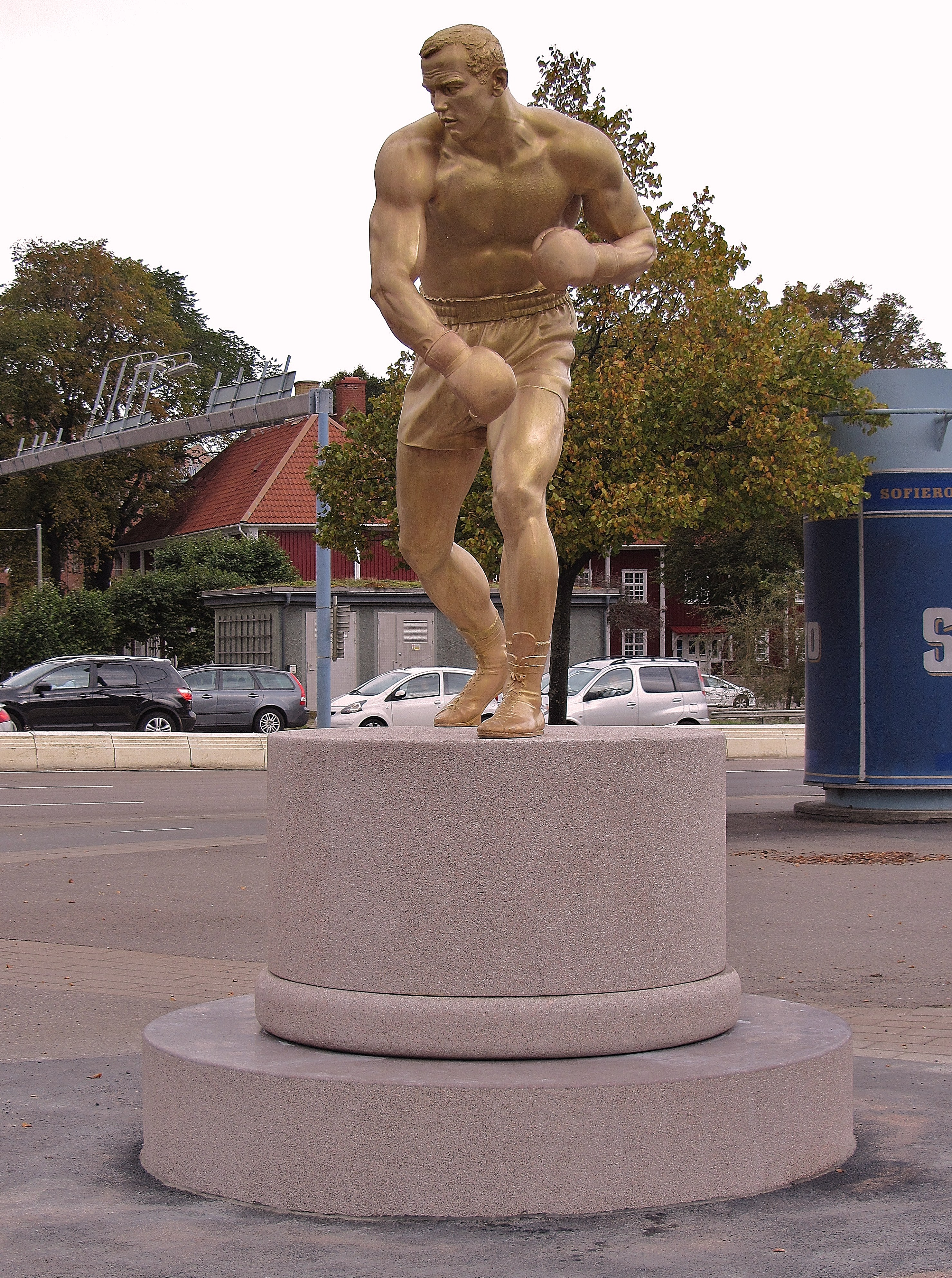
Ingo - the Champ utanför Ullevi i Göteborg.